# Conceição do Mato Dentro (tiểu vùng)
Conceição do Mato Dentro là một tiểu vùng thuộc bang Minas Gerais, Brasil. Tiều vùng này có diện tích 7005 km², dân số năm 2007 là 88290 người.